# Počitelj (Čapljina, BiH)
Počitelj je naseljeno mjesto u gradu Čapljini, Federacija BiH, BiH.
Nalazi se na lijevoj obali rijeke Neretve, na glavnoj cesti od Mostara do Metkovića, na sjeveru grada Čapljine. Njegovo povijesno urbano središte potječe još od 14. st. i zaštićen je nacionalni spomenik BiH.

## Stanovništvo

### Popisi 1971. – 1991.
| Počitelj           |               |               |               |
| godina popisa      | 1991.         | 1981.         | 1971.         |
| Bošnjaci           | 660 (72,92 %) | 629 (70,83 %) | 605 (75,24 %) |
| Hrvati             | 172 (19,00 %) | 182 (20,49 %) | 171 (21,26 %) |
| Srbi               | 20 (2,20 %)   | 15 (1,68 %)   | 15 (1,86 %)   |
| Jugoslaveni        | 36 (3,97 %)   | 53 (5,96 %)   | 6 (0,74 %)    |
| ostali i nepoznato | 17 (1,87 %)   | 9 (1,01 %)    | 7 (0,87 %)    |
| ukupno             | 905           | 888           | 804           |

### Popis 2013.
| Počitelj           |               |
| godina popisa      | 2013.         |
| Bošnjaci           | 466 (58,32 %) |
| Hrvati             | 316 (39,55 %) |
| Srbi               | 2 (0,25 %)    |
| ostali i nepoznato | 15 (1,88 %)   |
| ukupno             | 799           |

## Povijest
U srednjem vijeku je na mjestu Počitelja bilo administrativno-upravno središte župe Dubrava. Kao najzapadnija točka župe, imalo je važan strateški značaj. Pretpostavlja se da je graditelj utvrđenog grada i osnivač prigradskog naselja bio bosanski kralj Tvrtko I. Kotromanić, 1383. godine. Srednjovjekovni grad Počitelj u povijesnim izvorima prvi puta se spominje 19. veljače 1444. godine, u poveljama kralja Alfonsa V. i Fridriha III.  
Izgrađen je na strmoj kamenoj litici lijeve obale Neretve i proširivan je u nekoliko etapa (srednjovjekovna gradnja i gradnja u doba Osmanskog carstva) od 16. do 18. st. U razdoblju od 1463. do 1471. godine u Počitelju je smještena ugarska vojska. Ugarsko-hrvatski kralj Matijaš Korvin uviđa opasnost od nadolazeće osmanlijske vojne sile i uz pomoć Hercega Stjepana, gospodara Humske zemlje koja se poslije njega prozva Hercegovinom, te uz materijalnu pomoć Dubrovačke Republike dodatno utvrđuje Počitelj. Punih pet godina kršćanski branitelji Počitelja pružali su otpor turskoj sili, ali 19. rujna 1471. godine utvrda je pala i to kao jedno od posljednjih uporišta „hercegove zemlje”.
Nakon turske okupacije, Počitelj se zbog svojega strateškog značaja još jače utvrđuje i u narednih 450 godina okupacije (sve do 1878. godine) dobiva orijentalni „štih”. Od 1782. – 1879. godine bio je sjedište kadiluka, a u razdoblju od 1713. – 1835. godine sjedište Počiteljske kapetanije. U ovo vrijeme su vojni sukobi bili preneseni na udaljenija područja i u Počitelju su izgrađeni značajniji javni objekti: džamije, mektebi, imareti, medresa, banja, han i sahat-kula. Rijedak spoj orijentalnog Istoka i srednjovjekovnog Zapada u Europi privlači poglede sviju prolaznika. Kula koja i danas „čuva” uski prolaz pored rijeke Neretve na putu od mora prema unutrašnjosti već je pet stotina i pedeset godina čuvar povijesti ovog kraja i ljudi.
Nakon što su Mlečani zauzeli i razorili Gabelu 1698. godine, Počitelj ponovno zadobiva strateški značaj. Nakon uspostave austrougarske vlasti u BiH 1878. godine, Počitelj gubi svoj strateški značaj i naglo propada. U tom razdoblju porušen je dio zidina kod Donje kapije i otvoren put u Donje polje, a kasnije je porušen i drugi dio zidina, s malim vratima iza hamama, i proširen je put u Gornje polje, čime je uništen kontinuitet gradskih zidina Počitelja. Gubljenje strateške uloge grada pogoduje očuvanju autentične urbanističko-arhitektonske aglomeracije tako da se forma grada sačuvala do današnjih dana.
Općina Čapljina je 1971. godine izradila „Plan revitalizacije Starog grada Počitelja”, čime je čitav kompleks Starog grada Počitelja zaštićen po Zakonu o prostornom uređenju. Unatoč tomu, kompleks je jako stradao tijekom Hrvatsko-bošnjačkog sukoba 1990-ih. U siječnju 2003. godine Povijesno gradsko područje Počitelja proglašeno je nacionalnim spomenikom Bosne i Hercegovine i od tada traje njegova obnova, koja nije okončana do danas.
Dana 1. veljače 2007. godine Povjerenstvo za očuvanje nacionalnih spomenika Bosne i Hercegovine je nominiralo Počitelj za upis na UNESCO-ov popis mjesta svjetske baštine u Europi.

## Znamenitosti
Počiteljska utvrda je izgrađena između 15. i 18. stoljeća, s intervalima kada je gradnja bila obustavljena. Izvorna srednjovjekovna jezgra grada je najstariji ograđeni dio, gdje se dvije faze izgradnje mogu se identificirati: stariji, unutarnji grad ili utvrda (toranj s malim unutarnjim dvorištem – donjon) s kraja 14. stoljeća, s kasnijim dodacima, izmjenama i pojačanjima iz druge polovine 15. stoljeća. Sudeći prema izgledu najstarijih dijelova utvrde, može se pretpostaviti kako malo mjesto ispod utvrde datira iz ranijeg ili istog razdoblja kao i sama utvrda. Nešto prije 1698. god. utvrda je znatno povećana i utvrđena s jačim sustavom obrane. Grad je obzidan tako da tvori unutarnji donjon s kvadratnim tornjem, dva bastiona (Mehmed-pašin i Delibašin), Dizdareva kuća, žitnica, utvrdbena džamija i „vodotoranj” (cisternu s ulazom i stubama koje vode do vode), te dva velika i dva mala portala (kapije). Tijekom rata u BiH od 1992. – 96. godine, utvrda nije pretrpjela ozbiljnu štetu.
Šišman Ibrahim-pašina ili Hadži Alijina džamija predstavlja jedno od najuspješnijih osvarenja klasičnog osmanskog stila jednoprostornih potkupolnih džamija u BiH. Prema svom natpisu, sagrađena je hidžretske 970. godine (1562. – 63. godine), a podigao ju je Hadži Alija. Džamija zauzima istaknuto mjesto u urbanom tkivu grada i prirodnom okružju. Ostale javne zgrade smještene uz džamiju su mektebi, imaret, medresa, hamam, han i sat-kula. Džamija je dignuta u zrak 1993. godine pri čemu su kupola i minaret srušeni, a ostatak zgrade bio teško oštećen. Kao dio Programa stalne zaštite Počitelja, džamija je sanirana i sada se vratila svojoj izvornoj funkciji.
Iz putopisa Evlije Čelebije može se vidjeti da je Šišman Ibrahim-pašina medresa u Počitelju nastala prije 1664. godine. Ona pripada u standardnu vrstu manjih vjerskih škola, s pet učionica i predavaonica duž dvije strane unutarnjeg dvorišta. Učionice su natkrivene kupolama, pet malih iznad učionica i jedna velika iznad predavaonice. Tijekom rata u BiH medresa je oštećena granatiranjem, ali je i ona obnovljena od 2003. god.
Iz putopisa Evlije Čelebije se saznaje da je banja (hamam) izgrađena prije 1664. godine, te da su je gradili obrtnici poslani iz Istanbula. Hamam su tipične manje javne kupke. U sklopu Programa trajne zaštite Počitelja hamam je također obnovljen. 
Šišman Ibrahim-pašin han je izgrađen oko 1665. godine. Spada u prizemne tipove hanova (odmorište) i izgrađen je oko središnjeg područja s konjskim stajama. Malo je preživjelo od izvorne strukture hana: ostaci lučnih vrata od fino klesanog kamena s dijelovima vanjskih zidova na lijevoj i desnoj strani od ulaza, dijelovi vanjskog zida nasuprot ulazu, te ostaci postolja (za odmor putnika). Objekt je obnovljen 1970. godine za ugostiteljske svrhe.
Budući da Evlija Čelebija ne spominje Sahat-kulu, satni toranj, pretpostavlja se da je izgrađen poslije 1664. god. Ona je tipična hercegovačka sat-kula (slične se nalaze u Mostaru i Stocu), nastala pod utjecajem mediteransko-dalmatinske arhitekture. Ona je kvadratnog presjeka, od kamena, i sužava se prema vrhu gdje završava u kamenoj piramidi. Četiri oštra lučna prozora na četiri strane stoje iznad otvora za sat pri vrhu tornja. 
Kuća Gavrankapetanovića je kompleks od dvije manje i jedne veće zgrade (s podjelom na selamluk, tj. prostorom za muškarce, i haremluk, prostor za žene) izgrađen tijekom 16. i 17. stoljeća. To je najveći i visoko razvijeni primjer stambene arhitekture u Počitelju. Odlikuje se nizom prozora na zapadnoj fasadi. Ostale odlike su poput ostalih kuća u počitelju, pod utjecajem sredozemne i islamske arhitekture. Utjecaj mediteranske arhitekture je u uporabi zabatnih krovova, izražene kamene strukture (rustika), i malih, široko odvojenih prozora. Utjecaj orijentalne arhitekture se ogleda u uporabi četvoroslivnih krovova, oštrolučnih prozora u gusto postavljenim nizovima, i rasporedom prostorija s hajatom („predsobljem”) u prizemlju i otvorenim divanhanom („dnevnim boravkom”) na prvom katu, te međusobno ograđenim unutarnjim dvorištem. Do sredine 19. stoljeća kuća Gavrankapetanovića je bila napuštena i propadala je, zbog čega je u cilju očuvanja i obnove zgrade pokrenut projekt pretvanja u umjetničku koloniju 1961. god. To je dovršeno 1975. god., pri čemu je središnja zgrada pretvorena u smještaj za umjetnike.

## Kultura
- poetsko-književna manifestacija Rijek iz kamena[8]

## Vanjske poveznice
- http://www.pocitelj.org/  Arhivirana inačica izvorne stranice od 14. svibnja 2009. (Wayback Machine)
- http://www.virtualtourist.com/travel/Europe/Bosnia_and_Herzegovina/Federation_of_Bosnia_and_Herzegovina/Pocitelj-359977/TravelGuide-Pocitelj.html
- http://www.bhtourism.ba/eng/pocitelj.wbsp  Arhivirana inačica izvorne stranice od 19. veljače 2009. (Wayback Machine)